# Antoinette Willems
Antoinette Willems (11 april 1949 - Baarn, 12 oktober 2018) is een Nederlandse beeldhouwer uit Baarn. 

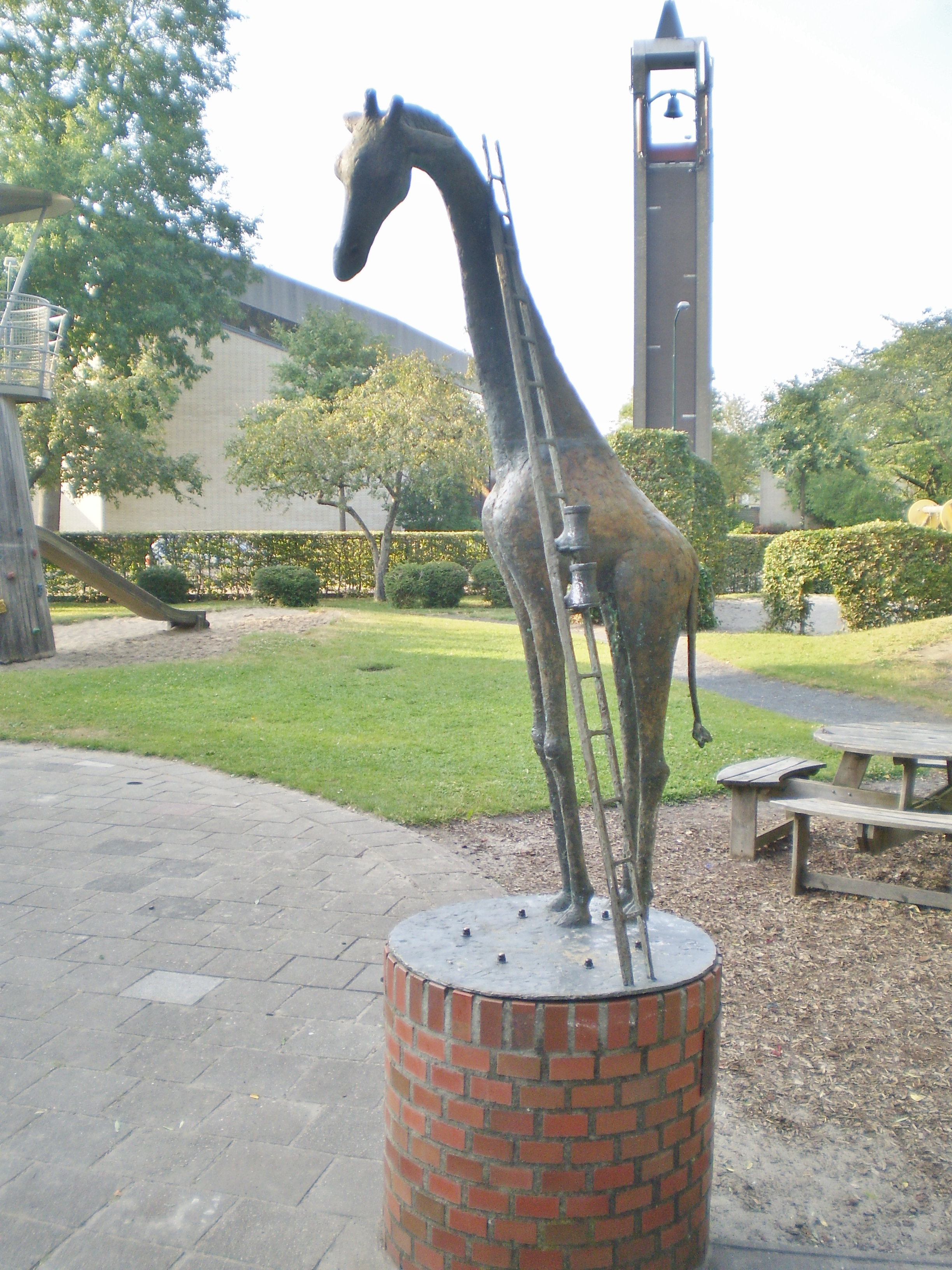
Dikkertje Dap (1996)

Antoinette Willems kreeg haar opleiding in beeldhouwen aan Kunstenhuis Werkschuit in Zeist-De Bilt. Daar leerde ze van Jan Dikhoff het maken van de mens en zijn portret in steen en andere grondsoorten. Haar beelden en portretten zijn gemaakt van diverse materialen. Het beeldhouwen in verschillende materialen wisselt per periode. Een tijdlang maakt ze werk van hardsteen en marmer, een volgende periode werkt zij met albast, serpentijn tot ook hout.
Vrouwenrollen als meisje, minnares, moeder en oma spelen in haar werk een grote rol.
Bij een kinderopvang aan de Maatkampweg 20 in Baarn staat sinds 1996 haar beeld van Dikkertje Dap. Voor het Groot Baarns Dictee ontwierp zij de prijs in de vorm van een bronzen beeldje.
- RKD-Nederlands Instituut voor Kunstgeschiedenis: 228277